# IC 1359
IC 1359 ist eine Spiralgalaxie vom Hubble-Typ Sc im Sternbild Delfin am Nordsternhimmel. Sie ist schätzungsweise 220 Millionen Lichtjahre von der Milchstraße entfernt.
Das Objekt wurde am 11. September 1889 von Lewis Swift entdeckt.